# Giuseppe Spagnoli
Giuseppe Spagnoli (ur. 1 lutego 1947 w Genui, zm. 14 lutego 2003 tamże) – włoski zapaśnik walczący w stylu wolnym. Olimpijczyk z Montrealu 1976, gdzie odpadł w eliminacjach w kategorii do 74 kg.
Brązowy medalista igrzysk śródziemnomorskich w 1975 roku.